# Miodrag Đurić
Miodrag Đurić (Cettigne, 4 ottobre 1933 – Pontoise, 27 novembre 2010) è stato un artista montenegrino.
Noto come Dado, è stato un artista di origine montenegrina che trascorse gran parte della sua vita e la carriera creativa in Francia. È particolarmente noto come pittore ma è stato anche attivo come incisore, disegnatore, illustratore di libri e scultore.

## Vita e percorso educativo (1933-1955)
Đurić nacque il 4 ottobre 1933 a Cetinje, la storica capitale del Montenegro, allora parte del Regno di Jugoslavia, e crebbe in una famiglia della classe media. Sua madre, Vjera Đurić (nata Kujačić), era un'insegnante di biologia e suo padre, Ranko Đurić, apparteneva a una famiglia di imprenditori.
I suoi anni d'infanzia furono influenzati da eventi mondiali e da tragedie personali. Durante la seconda guerra mondiale, la Jugoslavia subì l'occupazione italiana e tedesca, mentre i partigiani locali iniziarono una resistenza che portò alla nascita della Jugoslavia di Tito.
All'età di 11 anni, Đurić perse sua madre in un paese ancora alle prese con le ferite della guerra. Si trasferì quindi temporaneamente in Slovenia per essere affidato ad uno zio materno. Sebbene disinteressato all'istruzione generale, Đurić sviluppò un forte interesse per l'arte e mostrò le prime abilità creative. La sua famiglia sostenne lo sviluppo del suo talento, al punto che iniziò a studiare belle arti nella città marittima di Herceg Novi tra il 1947 e il 1951.
Dal 1951, Đurić si trasferì in Serbia per proseguire gli studi nella scuola di belle arti di Belgrado.[1]

## Arrivo in Francia e prime mostre a Parigi (1956–1961)
Incoraggiato da uno dei suoi insegnanti a Belgrado, Đurić si trasferì a Parigi, in Francia, nel 1956 [1] nella speranza di lavorarvi come artista. Sopravvisse grazie a piccoli lavori e in seguito venne assunto in un laboratorio di litografia gestito da Gérard Patrice. Nel frattempo e grazie al suo ambiente professionale, ebbe modo di imparare il francese abbastanza velocemente da poter incontrare e interagire con artisti affermati come Kalinowski e Jean Dubuffet. Questi incontri e l'esposizione di alcuni dei suoi disegni e dipinti suscitarono la curiosità sia degli artisti che dei commercianti.
Il commerciante d'arte e l'ex resistente Daniel Cordier scoprì il giovane Đurić, proponendogli l'opportunità unica di mostrare il suo lavoro nella sua galleria d'arte nel 1958, dando inizio alla carriera professionale di Dado, il quale si trasferì rapidamente da Parigi alle campagne di Vexin. Nel 1960, si stabilì in un vecchio mulino ad acqua a Hérouval, Oise, che fu un paradiso di creatività e vita sociale fino alla sua morte. Durante questi primi anni in Francia, sviluppò un'amicizia particolarmente forte con Bernard Réquichot, un artista francese morto nel 1961.

## Anni attivi in Francia (1962–2010)

### Pittura e disegno
Le attività di pittura e disegno di Dado si estesero per quasi sei decenni. I suoi dipinti sono principalmente ad olio su lino, senza disdegnare la vernice acrilica e legno o persino piastre di metallo come supporto. 

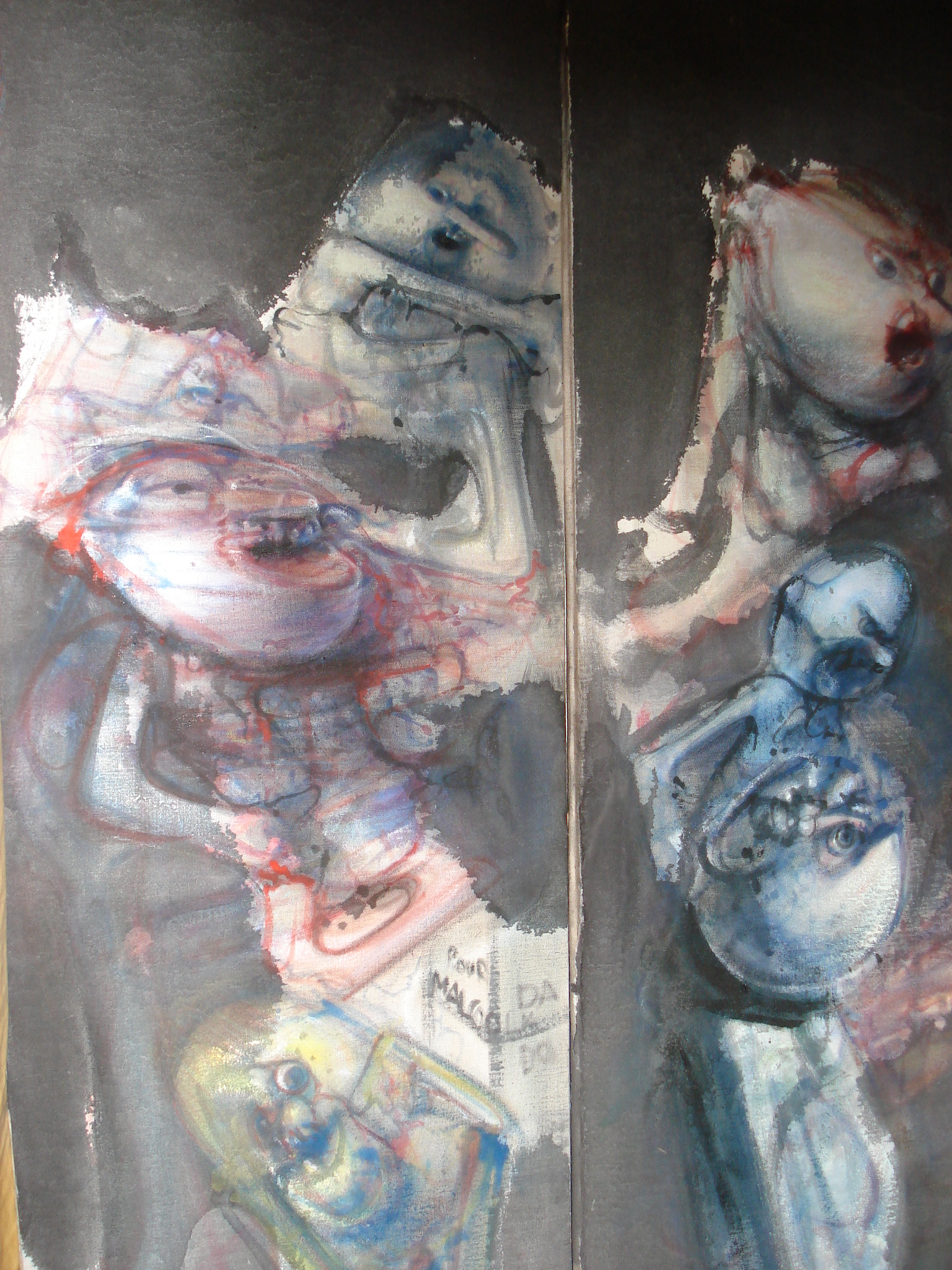
Dipinto ad olio su tela - senza titolo, 1997

Sebbene il suo mondo creativo sia facilmente riconoscibile, il suo stile e la sua tecnica pittorica si sono evoluti nel corso degli anni. Nel suo percorso di artista pittorico, condusse una ricerca permanente dell'essenza dell'energia, abbandonando progressivamente dettagli e tecniche raffinate a favore di composizioni più colorate e dinamiche.
Un esempio di questa evoluzione può essere vista in dipinti di grandi dimensioni come Les Limbes o Le Massacre des Innocents (1958-1959), La Grande Ferme. Omaggio a Bernard Réquichot (1962–1963), Le Diptyque d'Hérouval (1975–1976) e L'École de Prescillia (2001–2002), nelle collezioni del Centre Pompidou, il Museo Nazionale di Arte Moderna di Parigi.
Dagli anni '90, Dado si impegnò anche in ambiziosi progetti di affreschi. I quattro lavori più significativi sono un blockhaus a Fécamp (Normandia), l'ambasciata della IV Internationale a Montjavoult (vicino a Hérouval), una serie di affreschi in un ex edificio dell'industria vinicola nel Domaine des Orpellières (Hérault) e un affresco del Giudizio Universale nella ex cappella di un lebbrosario nella città di Gisors, Eure.
Il disegno fece parte dei mezzi espressivi di Dado sin dai suoi inizi. Inizialmente l'artista fece uso di matite e inchiostro di china, ricorrendo anche a tecniche miste con colori a tempera, matite e inchiostro, realizzando collage ragguardevoli.

### Incisioni
Dado realizzò la sua prima incisione (a punta secca) nel 1966, nell'officina di Georges Visat, interessandosi anche alla litografia. Iniziò a esplorare le tecniche di incisione su lastra di rame con l'aiuto di Alain Controu in Normandia, nel 1967. La loro collaborazione continuò fino agli anni '90. 

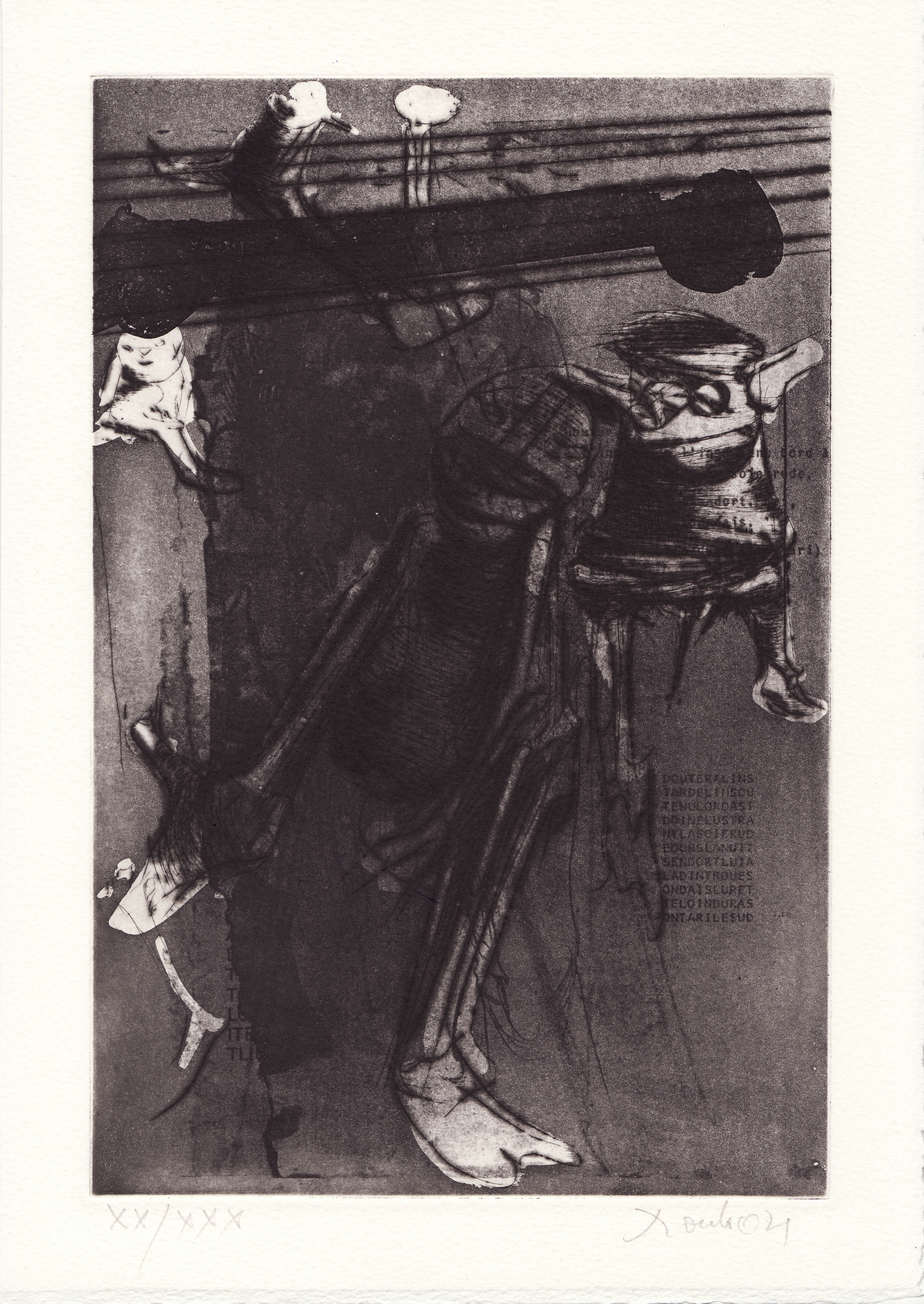
Incisione su lastra di rame - senza titolo, 2004

Ebbe modo di continuare il suo lavoro in questo campo per diversi periodi degli anni '80, in particolare nel laboratorio di incisione Lacourière-Frélaut a Parigi e in un altro laboratorio vicino a Hérouval (collaborazione con l'incisore Biel Genty). Una parte del suo lavoro di incisore è presente nelle raccolte del Dipartimento di Stampe e Fotografia della Biblioteca Nazionale di Francia.

### Scultura e ceramica
La scultura ebbe un ruolo particolare nella creazione di Dado, a partire dai primi passi nel 1962, proseguendo poi con la maggior parte delle opere realizzate negli anni 2000 e fino alla sua morte. Nel 1962, la prima opera significativa di Dado in ambito scultoreo fu un palo realizzato con ossa di bestiame raccolte nel cortile di un raccoglitore di carcasse animali (dai quali ricavare sottoprodotti vari come colle, ossa, mangimi animali). [2]
Nel 1968, Dado espose un'auto Citroën Traction Avant nel CNAC di Parigi. L'aspetto del rottame dell'auto venne completamente modificato con una moltitudine di ossa. Dado tornò alla scultura nell'ultimo decennio della sua attività artistica. Nel 2009 e sotto il patrocinio del Montenegro, una serie di 27 sculture Les Elégies Zorzi venne  esposta nel palazzo Zorzi a Venezia durante la Biennale d'Arte.

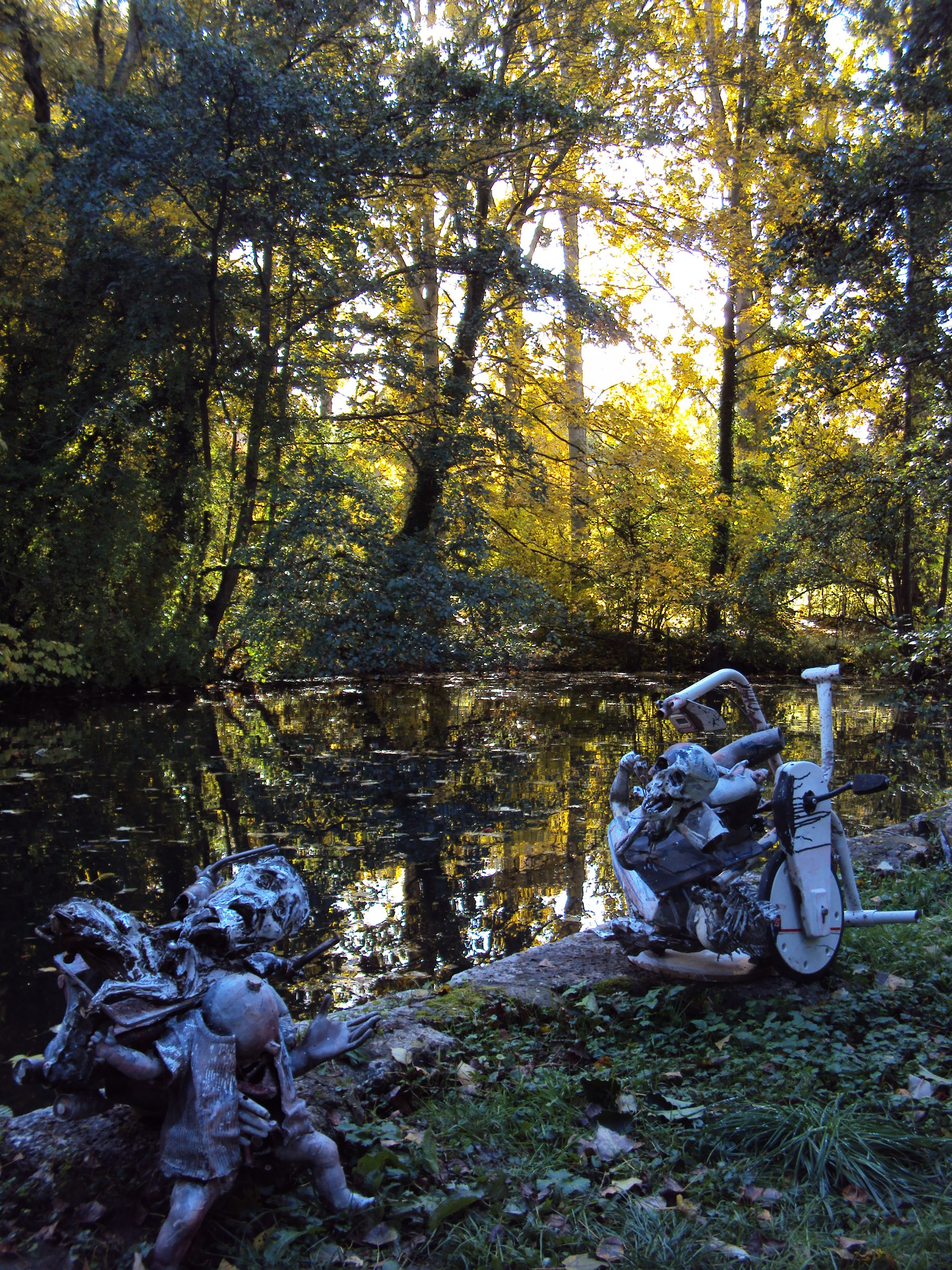
Installazione temporanea di sculture, autunno 2010

Dalla metà degli anni '90 al 2000, l'artista esplorò anche la tecnica ceramica. Un risultato significativo lo ottenne nella creazione di una serie di piastrelle in ceramica, in omaggio alla scrittrice francese Irène Némirovsky.

### Collezionista di libri
Appassionato lettore e collezionista di libri, Dado trovò l'opportunità di lavorare con scrittori, poeti o saggisti, con molti dei quali ebbe anche un rapporto di amicizia. Dopo aver incontrato lo scrittore francese Georges Perec, Dado illustrò Alphabets, un libro dedicato ai giochi di parole (1976). Dopo la morte di Georges Perec, Dado avrebbe poi lavorato su una seconda versione del libro, che consisteva principalmente in un miglioramento delle illustrazioni presenti nella prima versione.
Nel 1985, lavora a una serie di 9 incisioni a punta secca per illustrare Le Terrier di Franz Kafka, presso il laboratorio Lacourière-Frélaut.
Nel 1989, illustra Le Bonheur dans le crime di Barbey d'Aurevilly, pubblicato con l'Imprimerie Nationale. Due importanti collaboratori di Dado furono gli scrittori Claude Louis-Combet e Pierre Bettencourt. In particolare Bettencourt e Dado produrrannò versioni illustrate di Les plus belles Phrases de la Langue française (1990), Voyage sur la Planète innommée (1990) e Les Négriers jaunes (1995).

## Vita privata
Dado conobbe sua moglie Hessie, un'artista cubana, durante un viaggio a New York nel 1962. Originaria dei Caraibi, si trasferisce a Hérouval dove si sposa con Dado per poi avere cinque figli insieme.
Sebbene restasse la maggior parte del tempo nella sua casa isolata dal resto del mondo, Dado ogni tanto lasciava il suo rifugio per alimentare il suo interesse nei confronti del mondo esterno. Nel 1984, viene nominato Cavaliere dell'Ordine delle Arti e delle Lettere.
Oltre ai ripetuti viaggi a New York, visse un'esperienza unica unendosi nel 1974 ad un team di ricercatori e medici in Africa centrale, trascorrendo un mese con i Pigmei della foresta pluviale della Repubblica Centrafricana. Ulteriori esperienze da lui vissute sono un'esplorazione dell'India nel 1992 e un viaggio in Guatemala nel 1997, che ispirano dipinti come il trittico di Boukoko (1974) e Tikal (1998).
Dado muore all'età di 77 anni a Pontoise, vicino a Parigi, il 27 novembre 2010.